# Paul Poncet
Pour les articles homonymes, voir Paul Poncet (rugby) et Poncet.
Paul Jean Baptiste Poncet, né le 13 janvier 1878 à Lons-le-Saunier et mort le 17 mai 1962 à Paris, est un homme politique français.

## Biographie

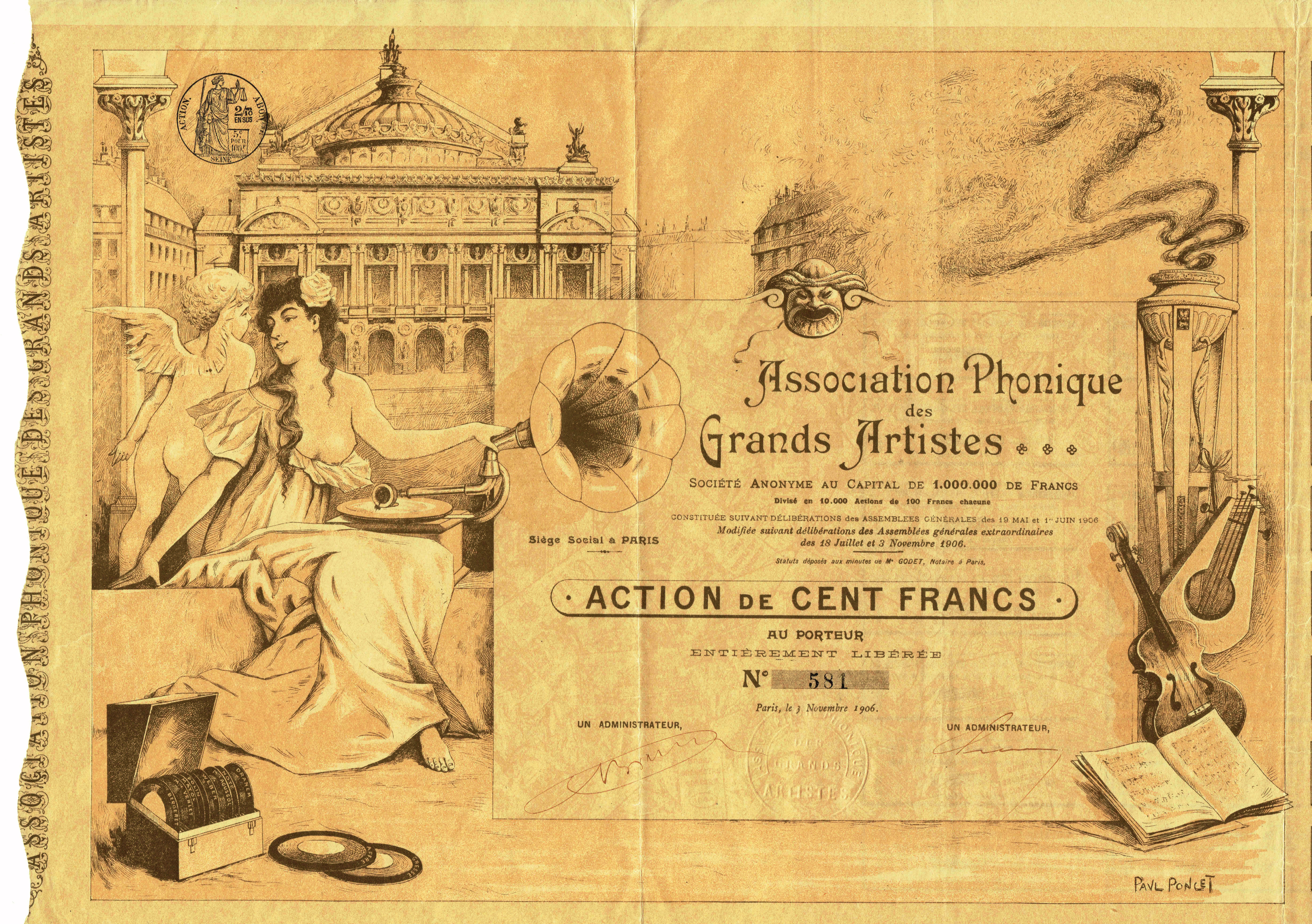
Action de l'Association Phonique des Grands Artistes - dessinateur : Paul Poncet.

Artiste peintre et dessinateur de presse durant sa jeunesse, il rejoint la Section française de l'Internationale ouvrière et devient membre de la Commission administrative permanente du parti en 1914. En 1912, il s'oppose à la double appartenance du militant socialiste au parti et à la franc-maçonnerie. Il est élu député de la Seine en 1914, battant à cette occasion l'ancien préfet Louis Lépine. Proche de Pierre Laval, implanté à Montreuil dont il est maire entre 1919 et 1926, il quitte la SFIO dans les années 1920, se classant alors parmi les socialistes indépendants du Parti républicain-socialiste. Il redevient député en 1924, étant élu de la Seine, sur la liste du Cartel des gauches, menée par Pierre Laval (en compagnie de Lucien Voilin, Jean Martin, Charles Auray), avec une moyenne de 27,7 % des suffrages, contre 5 élus à la liste d'union républicaine (droite) qui obtient 29,8 % des suffrages et 31,4 % à la liste communiste qui remporte 9 sièges (dont Paul Vaillant-Couturier et Jacques Doriot), ce jusqu'en 1936 où il est sèchement battu par le communiste Jacques Duclos. Il abandonne alors la politique et retourne à la peinture.

## Source
- « Paul Poncet », dans le Dictionnaire des parlementaires français (1889-1940), sous la direction de Jean Jolly, PUF, 1960 [détail de l’édition]